# Crotalaria bifaria
Crotalaria bifaria är en ärtväxtart som beskrevs av Carl von Linné d.y.. Crotalaria bifaria ingår i släktet sunnhampor, och familjen ärtväxter. Inga underarter finns listade i Catalogue of Life.